# Kumagaya
Kumagaya (Japans: 春日部市, Kumagaya-shi) is een stad in de prefectuur  Saitama, Japan. In 2013 telde de stad 200.091 inwoners. Kumagaya maakt deel uit van de metropool Groot-Tokio.

## Geschiedenis
De stad werd op 1 april 1933 gesticht. In 2005 werden de dorpen Ōsato and Menuma toegevoegd aan de stad. Het dorp Kōnan werd in 2007 aan Kumagaya toegevoegd. Op 1 april 2009 verkreeg Kumagaya het statuut van speciale stad. Kumagaya was met het Kumagaya Rugby Stadium speelstad bij het WK rugby 2019.

## Partnersteden
- Invercargill, Nieuw-Zeeland sinds 1993

## Geboren
- Megumi Oshima (1975), langeafstandsloopster
- Genki Haraguchi (1991), voetballer

Steden:
Ageo · Asaka · Chichibu · Fujimi · Fujimino · Fukaya · Gyoda · Hanno · Hanyu · Hasuda · Hidaka · Higashimatsuyama · Honjo · Iruma · Kasukabe · Kawagoe · Kawaguchi · Kazo · Kitamoto · Koshigaya · Konosu · Kuki · Kumagaya · Misato · Niiza · Okegawa · Saitama (hoofdstad) · Sakado · Satte · Sayama · Shiki · Shiraoka · Soka · Toda · Tokorozawa · Tsurugashima · Wako · Warabi · Yashio · Yoshikawa

Districten:
Chichibu · Hiki · Iruma · Kitaadachi · Kitakatsushika · Kodama · Minamisaitama · Osato
Gemeenten per district
Akashi · Atsugi · Chigasaki · Fuji · Fukui · Hachinohe · Hirakata · Hiratsuka · Ibaraki · Ichinomiya · Isesaki · Joetsu · Kakogawa · Kasugai · Kasukabe · Kawaguchi · Kishiwada · Kofu · Koshigaya · Kumagaya · Kure · Matsue · Matsumoto · Mito · Nagaoka · Neyagawa · Numazu · Odawara · Ōta · Sasebo · Sōka · Suita · Takarazuka · Tokorozawa · Tottori · Tsukuba · Yamagata · Yamato · Yao · Yokkaichi